# Терещенко Іван Миколайович
Тере́щенко Іва́н Микола́йович (30 серпня (10 вересня) 1854, Глухів, Чернігівська губернія, Російська імперія — 11 (24) лютого 1903, Канни, Франція) — український підприємець, фінансист та меценат. Співзасновник «Товариства буряково-цукрових і рафінадних заводів братів Терещенків», яке стало лідером цукрової промисловості України та стимулювало розвиток суміжних індустрій. 

## Родина
Син Ніколи Артемійовича Терещенка
Батько Михайла Івановича Терещенка
Прадід Мішеля Терещенко — підприємця та Мішеля Терещенко — філософа

## Біографія
Народився у Глухові.
Навчався на юридичному факультеті Київського університету. Із 1879 року, після закінчення навчання, короткий строк служив у гвардійському артилерійському полку у Варшаві.
Вийшов у відставку в квітні 1880 і оселився у Києві.

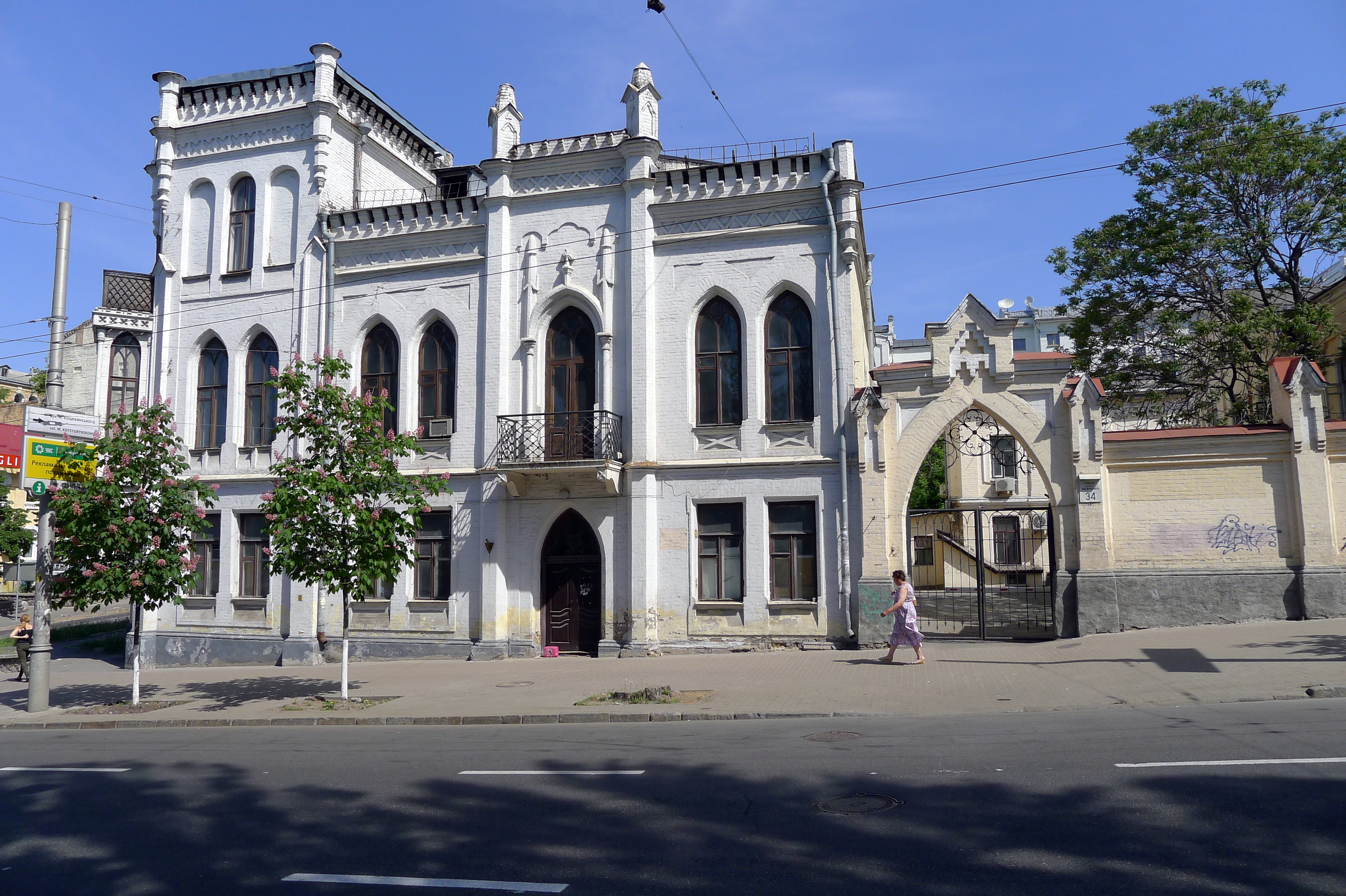
Особняк І. М. Терещенка у Києві на Бібіковському бульварі (бульвар Т. Шевченка, 34/11)

За підтримки батька разом з братом Олександром заснували «Товариство буряково-цукрових і рафінадних заводів братів Терещенків», діяльність якого незабаром охопила Чернігівську, Київську, Волинську, Подільську, Харківську, Курську і Тульську губернії.
У 1883–1891 рр. — гласний Київської міської думи.
За прикладом батька й дядька Ф. А. Терещенка, збирав колекцію картин переважно з творів тогочасних російських та українських митців, підтримував із багатьма з них дружні стосунки.
Як наголошує земляк і добрий приятель художник М. І. Мурашко, І. М. Терещенко був сповнений бажання «стати для Києва тим, ким був для Москви П. М. Третьяков».
Серед меценатської діяльності І.Терещенка для розвитку української художньої культури особливе значення мала його підтримка рисувальної школи Миколи Мурашка — першого спеціального художнього закладу в Києві. На її облаштування й утримання протягом 25 років (1875–1900) він витратив 150 тисяч карбованців.
У це й же час Іван Терещенко — почесний попечитель Київського реального та Олександрівського ремісничого училищ.
Одружений був з Єлизаветою Михайлівною, донькою інтенданта Київського військового округу генерал-лейтенанта М. А. Саранчева. Серед чотирьох дітей цього подружжя найяскравішою й найнепересічнішою постаттю став найстарший син Михайло, в якому вдало поєдналися характерні родинні риси — надзвичайний розум, дивовижна працездатність, підприємливість, благодійність, тонкий художній смак та особиста привабливість. Йому судилося увійти в історію насамперед як політичному діячу — міністру фінансів, а згодом — іноземних справ Тимчасового уряду Росії в 1917 році.
В останні роки життя хворів на туберкульоз і був змушений жити і лікуватися на півдні Франції у м. Канни, де на своїй віллі «Маріпоза» й помер на 49 році життя.
Похований у с. Іскрисківщині Сумського повіту, Харківської губернії (нині — Білопільського р-ну Сумської області України) у парку в центрі села серед інших поховань членів родини Терещенків.